# Star Wars: Battle for Naboo
Star Wars: Battle for Naboo je akční videohra ve stylu arkády, čerpající námět z filmové série Star Wars. Hra je určená pro Microsoft Windows a herní konzoli Nintendo 64. Hra byla vyvinuta firmou Factor 5 a vydána společností LucasArts koncem roku 2000.

## Hratelnost
Hráč může ve hře ovládat různá vozidla ze světa Star Wars, z nichž většinu bylo možné vidět ve filmu Star Wars: Epizoda I – Skrytá hrozba. Některá vozidla byly vytvořeny speciálně pro hru. Celý průběh hry je rozdělen na mise, které musí hráč procházet po pořadí. Po splnění každé mise je hráč ohodnocen podle svých zásluh medailemi. Hráč může být odměněn bronzovou, stříbrnou, zlatou nebo nejvyšší platinovou medailí. Od počtu a typu získaných medailí se odvíjí i hráčova hodnost a přístup k bonusovým misím.

## Mise
Hra obsahuje celkem 15 hlavních misí:
- Escape from Theed
- Nemoidian Plunder
- Naboo Bayou
- Smuggler Alliance
- The Hutt's Retreat
- Disruption of Comm 4
- Glacial Grave
- Andrevea River
- Sanctuary
- Search for Captain Kael
- Borvo the Hutt
- Liberation of Camp 4
- The Queen's Gambit
- Panaka's Diversion
- Battle for Naboo